# Etiópia a 2010. évi téli olimpiai játékokon

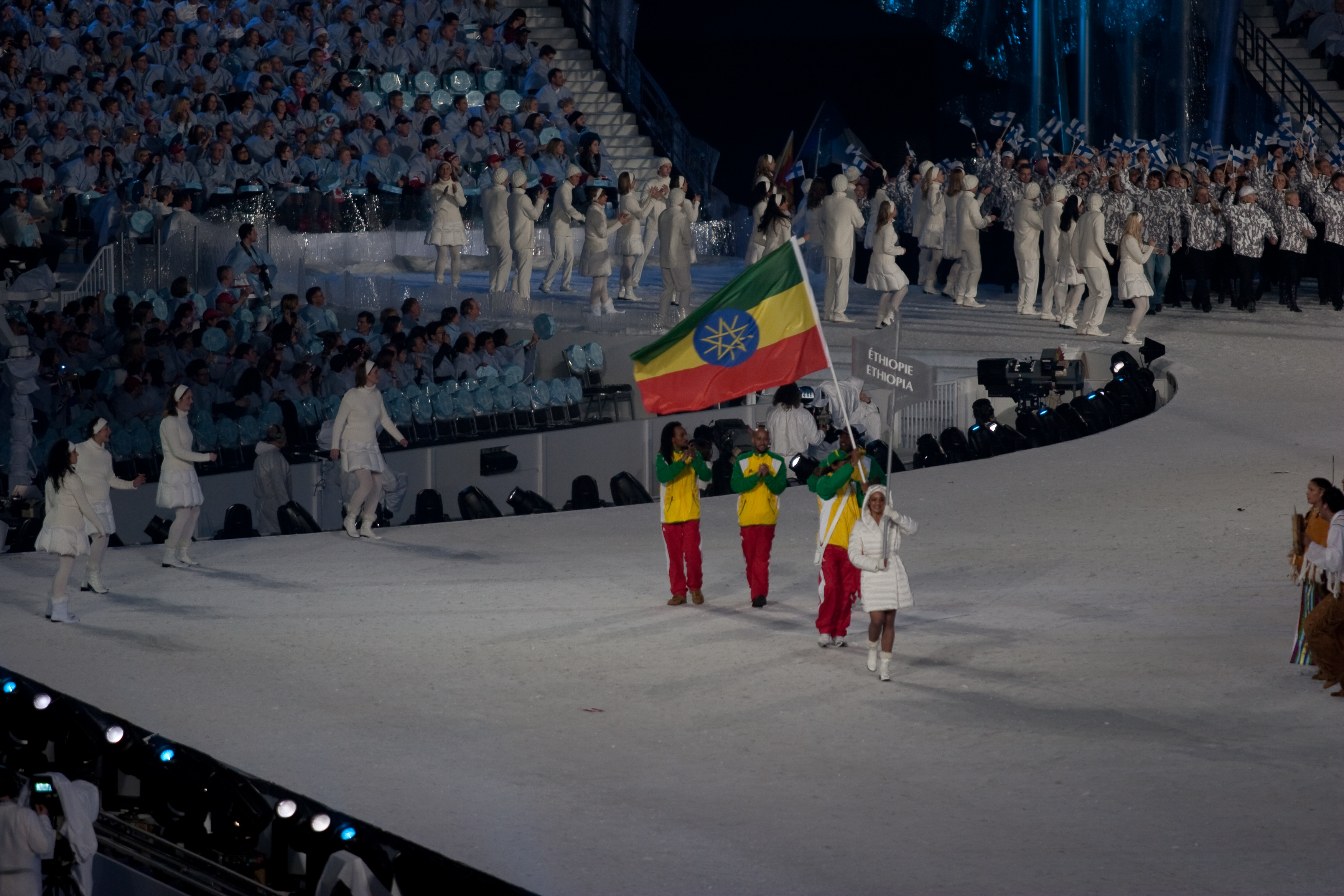
Etiópia olimpiai küldöttsége a megnyitón

Etiópia a kanadai Vancouverben megrendezett 2010. évi téli olimpiai játékok egyik részt vevő nemzete volt. Az országot az olimpián 1 sportágban 1 sportoló képviselte, aki érmet nem szerzett.

## Sífutás
Férfi
| Versenyző         | Versenyszám | Eredmény | Helyezés |
| ----------------- | ----------- | -------- | -------- |
| Robel Teklemariam | 15 km       | 45:18,9  | 93.      |